# Acanthopagrus butcheri
Acanthopagrus butcheri е вид лъчеперка от семейство Sparidae. Видът е незастрашен от изчезване.

## Разпространение
Разпространен е в Австралия (Виктория, Западна Австралия, Нов Южен Уелс, Тасмания и Южна Австралия).

## Описание
На дължина достигат до 60 cm, а теглото им е максимум 4000 g.
Продължителността им на живот е около 29 години.